# Hop! Step! ダンス↑↑
「Hop! Step! ダンス↑↑」（ホップ! ステップ! ダンス）は、Dream5の10枚目のシングル。2013年5月15日にavex traxから発売された。

## 概要
- 前作「COME ON!/ドレミファソライロ」から約3ヵ月ぶりとなる。
- 非両A面のシングルは「シェキメキ!」から以来約7か月ぶりである。
- 「Hop! Step! ダンス↑↑」は、高野出演のイトーヨーカドー「DIRTY WOLF」、メンバー出演の「dancingood day」のCMソング。
- 「Look at Me!」は、女子メンバー出演のイトーヨーカドー「Mc Sister」のCMソング。

## 収録曲

### ジャケットA
CD
1. Hop! Step! ダンス↑↑ [4:31]
(作詞：leonn / 作曲：日比野裕史 / 編曲：渡辺徹)
2. Look at Me! [3:56]
(作詞：森月キャス / 作曲：吉田将樹 / 編曲：渡辺徹)
3. パラリルラ♪ -はなかっぱエンディングver.- [0:43]
ボーナストラック。
4. Hop! Step! ダンス↑↑(Instrumental) [4:31]
5. Look at Me!(Instrumental) [3:54]

DVD
1. Hop! Step! ダンス↑↑(Music Video)
2. Hop! Step! ダンス↑↑(振りビデオ)
3. Look at Me!(振りビデオ)
4. Hop! Step! ダンス↑↑(Making Movie)
5. パラリルラ♪-はなかっぱエンディングver.-(振りビデオ)
ボーナスムービ。

### ジャケットB
CD
1. Hop! Step! ダンス↑↑
2. Look at Me!
3. パラリルラ♪ -はなかっぱエンディングver.-
ボーナストラック。
4. Hop! Step! ダンス↑↑(Instrumental)
5. Look at Me!(Instrumental)

### mu-moショップ限定盤
CD
1. Hop! Step! ダンス↑↑
2. Look at ME!
3. パラリルラ♪ -はなかっぱエンディングver.-
ボーナストラック。

CD EXTRA
スペシャルメンバーコンテンツ：mu-mo限定オリジナルPC壁紙

## タイアップ
| 曲名                | タイアップ先                                                       |
| ------------------- | ------------------------------------------------------------------ |
| Hop! Step! ダンス↑↑ | イトーヨーカドー「DIRTY WOLF」CMソング、「dancingood day」CMソング |
| Look at Me!         | イトーヨーカドー「Mc Sister」CMソング                              |
| パラリルラ♪         | アニメ『はなかっぱ』エンディングテーマ                             |